# Tablice rejestracyjne w województwie częstochowskim
Województwo częstochowskie istniało w latach 1975−1998, od 1976 r. wydawało własne tablice rejestracyjne. Wydało ono dwa z trzech przypisanych mu wyróżników: CZ i CE, nieużywanym wyróżnikiem było CO. Od początku stosowana była ścisła rejonizacja. Po reformie administracyjnej 1 stycznia 1999 r. wyróżniki były w dalszym ciągu stosowane na terenie byłego województwa aż do czasu wprowadzenia nowych tablic tj. do 30 kwietnia 2000 roku.

## Tablice pojazdów prywatnych
Tablice samochodowe jednorzędowe
- Zasób 1: CZA[a], CZB[a], CZC[a], CZD[a], CZE[a], CZG[a], CZH[b], CZI[b], CZJ, CZK, CZL, CZM, CZN, CZO, CZR[c], CZS, CZT[d], CZU, CZV, CZW, CZX, CZZ
- Zasób 2: CEA, CEB, CEC, CED, CEE, CEF, CEG, CEH, CEI, CEJ, CEK, CEL, CEM, CEN, CEO, CER, CES, CEV, CEW, CEX, CEZ.

Tablice przyczep
- Zasób 1: CZF[e], CZP, CZR[f], CZY

Tablice motocyklowe i ciągników rolniczych
- Zasób 1: CZA[g], CZB[g], CZC[g], CZD[g], CZE[g], CZF[h], CZG[g], CZT[i]

Tablice motorowerowe
- Zasób 1: CZA[j], CZB[j], CZC[j], CZD[j], CZE[j], CZF[k], CZG[j], CZH[l], CZI[l]

### Rejonizacja
- CZF, CZM, CZN, CZW, CZY, CZB, CZC, CEC, CEG, CEJ, CEN, CEW, CEX, CEZ – Częstochowa
- CZF, CZY, CED, CEK, CES – rejon częstochowski
- CZF, CZG, CZI, CZR, CZY, CEA, CEH, CEV – rejon koniecpolski
- CZF, CZG, CZI, CZJ, CZR, CZY, CEF, CEI, CEO, CEV – rejon myszkowski
- CZF, CZG, CZH, CZJ, CZY, CEE, CEM, CEV – rejon lubliniecki
- CZF, CZG, CZI, CZY, CEA, CEH, CEH, CER, CER, CER, CER – rejon oleski
- CZF, CZG, CZJ, CZY, CEB, CEL, CEH, CER, CER, CER, CER – rejon kłobucki

### Wyróżniki niewykorzystane
- Wyróżnik CE: CEP, CET, CEU, CEY
- Wyróżnik CO

## Tablice pojazdów państwowych
Wydawano je od 1976 do 1992 roku.
Samochody
- CZA ***B, ***C, ***D, ***E, ***G, ***H, ***K, ***N, ***R,***S,***U
- CZB ***B, ***C, ***S
- CZC ***B, ***C
- CZD ***B, ***C
- CZE ***B, ***C
- CZF ***C
- CZG ***B, ***C
- CZH ***B, ***C
- CZK ***B, ***C
- CZL ***B
- CZN ***B, ***C
- CZO ***B, ***C
- CZP ***B, ***C
- CZR ***B
- CZS ***B
- CZU ***B

Przyczepy
- CZA ***P
- CZB ***P
- CZC ***P
- CZD ***P
- CZE ***P
- CZG ***P
- CZH ***P
- CZK ***P
- CZL ***P
- CZM ***P
- CZN ***P
- CZO ***P
- CZP ***P
- CZR ***P
- CZX ***P

Ciągniki rolnicze i motocykle
- CZA ***M
- CZB ***M
- CZC ***M
- CZD ***M
- CZE ***M
- CZF ***M
- CZG ***M
- CZI ***M
- CZK ***M

## Inne
- Tablice tymczasowe – D5-D9
- Tablice próbne – XCZ, XCE, XCO
- Tablice dla cudzoziemców – ICZ, ICE, ICO